# Сату-Маре (Арад)
Сату-Маре (рум. Satu Mare) — село у повіті Арад в Румунії. Входить до складу комуни Секусіджу.
Село розташоване на відстані 441 км на північний захід від Бухареста, 29 км на захід від Арада, 40 км на північний захід від Тімішоари.

## Населення
За даними перепису населення 2002 року у селі проживали 1024 особи.
Національний склад населення села:
| Національність | Кількість осіб | Відсоток |
| -------------- | -------------- | -------- |
| румуни         | 792            | 77,3%    |
| серби          | 182            | 17,8%    |
| німці          | 18             | 1,8%     |
| цигани         | 16             | 1,6%     |
| українці       | 9              | 0,9%     |
| угорці         | 5              | 0,5%     |

Рідною мовою назвали:
| Мова       | Кількість осіб | Відсоток |
| ---------- | -------------- | -------- |
| румунська  | 798            | 77,9%    |
| сербська   | 182            | 17,8%    |
| німецька   | 18             | 1,8%     |
| циганська  | 10             | 1,0%     |
| українська | 9              | 0,9%     |
| угорська   | 5              | 0,5%     |